# S/S Bohuslän
S/S Bohuslän är ett ångfartyg som ägs och drivs av Sällskapet Ångbåten i Göteborg.
Sällskapet förfogar även över Färjan 4 samt bogserbåten M/S Stormprincess.

## Historia
S/S Bohuslän byggdes på Eriksbergs Mekaniska Verkstad för Marstrands Nya Ångfartygs AB (Marstrandsbolaget), och sjösattes klockan tolv den 15 december 1913. Först i samband med att kyrkklockan slog tolv i Karl Johans kyrka sprang en av styrelseledamöterna fram och bestämde namnet till S/S Bohuslän, efter en häftig namnstrid där alternativet in i det sista var Karlsten (efter Karlstens fästning i Marstrand). Den första provturen gjordes den 14 maj 1914 under befäl av kapten O. A. Skantze, mellan verkstadspiren och Marstrand.
Då kapten Skantze avled i juli 1916 övertogs befälet av C. J. Johansson, "Calle skjorta" kallad, som under 33 år var kapten på ångaren Bohuslän.   
Hon gick i mer än 40 år på traden Göteborg–Lysekil–Smögen–Gravarne (nuvarande Kungshamn). Hösten 1963 lades hon upp, och två år senare såldes hon till upphuggning, köpt av skrothandlaren, Torsten Johannisson. Sällskapet Ångbåten räddade henne till eftervärlden genom att sälja 600 andelar à 100 kronor, vilket gav den nödvändiga summan 60 000 kronor.

## Bohuslän idag

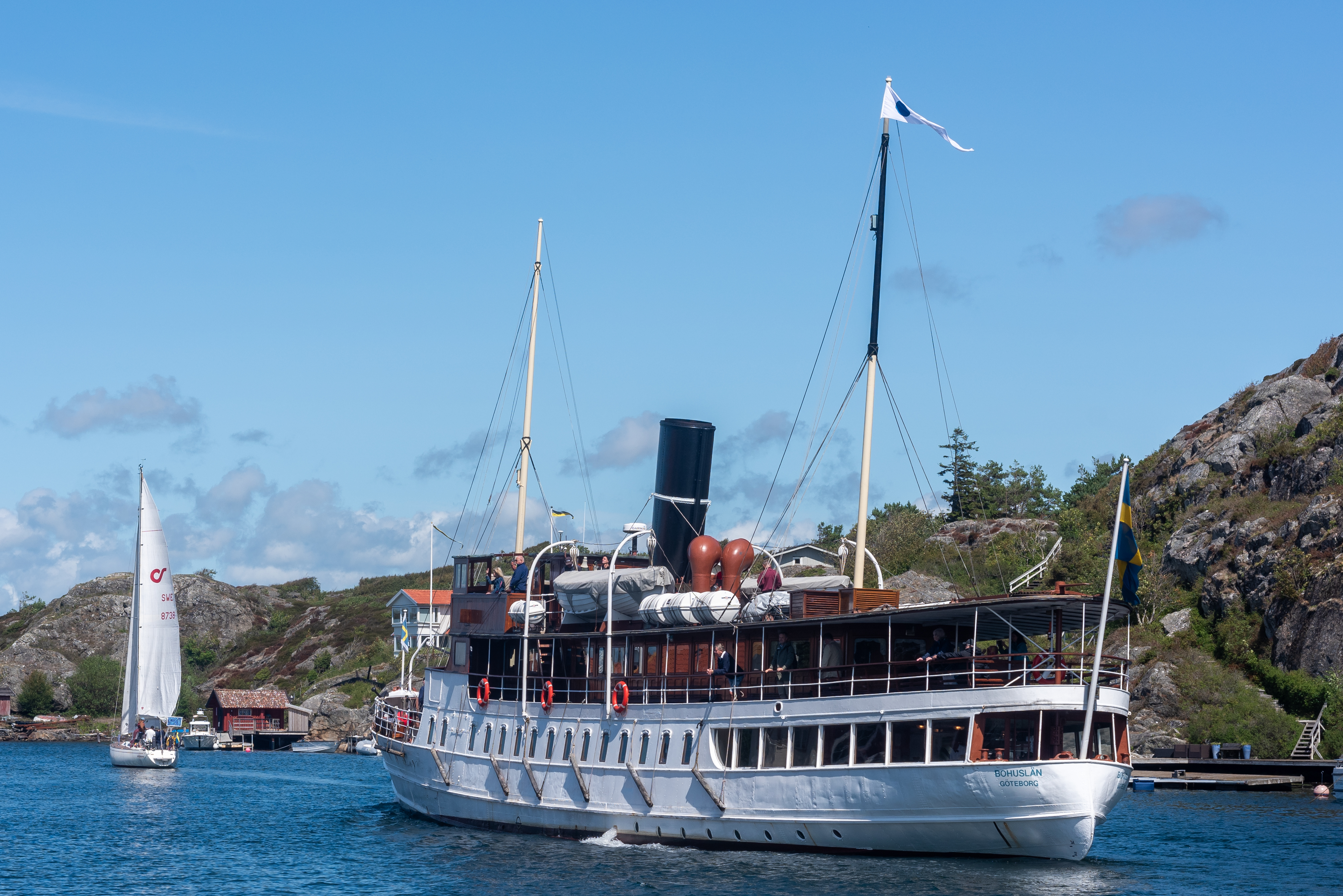
Bohuslän passerar Kyrkesund sommaren 2023.

Idag går ångaren sommartid på abonnemang och tidtabellsmässiga resor längs Bohuskusten och i Göteborgs skärgård. Hon bemannas då av en ideellt arbetande besättning. Hon är idag renoverad till i det närmaste originalskick från 1914, K-märkt och klassad som traditionsfartyg.